# 도쿄 올림픽 (영화)
《도쿄 올림픽》(일본어: 東京オリンピック, 영어: Tokyo Olympiad)은 일본에서 제작된 이치카와 곤 감독의 1965년 다큐멘터리 영화이다. 개봉명은 동경 올림픽(東京올림픽)이다. 도쿄도에서 열린 1964년 하계 올림픽 공식 다큐멘터리 영화이다. 